# ستويك ستوديو
ستويك ستوديو (بالإنجليزية: Stoic Studio)‏، هي شركة ألعاب فيديو أمريكية، أسست سنة 2012، وتقع مقرها في مدينة أوستن بولاية تكساس، أشتهرت الشركة بإنتاج سلاسل ذا بانير ساغا.

## الموقع الخارجي
الموقع الرسمي
 (الإنجليزية)